# Maqâmât de Vienne
Les Maqâmât de al-Harîrî dit de Vienne est un manuscrit illustré contenant un recueil de 50 Maqâmât, actuellement conservé à la Bibliothèque nationale autrichienne. Contenant 79 miniatures, il a été copié et illustré en 1334 en Égypte. Il constitue une œuvre représentative des débuts de l'art Mamelouk.

## Origine du manuscrit
Selon le colophon du manuscrit, il aurait été écrit en 1334 dans la ville du Caire, alors capitale du royaume mamelouk sous la dynastie des Baharites. Il s'agit du dernier exemplaire parmi les 13 manuscrits illustrés connus des Maqâmât d'Al-Hariri. Il appartient à un groupe de manuscrits mamelouks inspirés par les miniatures produites à Bagdad ou à Mossoul. Il a rejoint la bibliothèque impériale de Vienne dans la seconde moitié du XIXe siècle.

## Les miniatures
Le manuscrit contient 69 miniatures. Il est presque complet, seules 16 pages ainsi que sa reliure d'origine étant manquantes.
Le frontispice représente un seigneur une coupe à la main entouré de ses courtisans, décoré d'une bordure formée d'arabesques colorées. Une vie de cour y est représentée, on y voit ainsi une scène de trône et de banquet.
Ils sont repris dans plusieurs frontispices d'ouvrages originaires de Mossoul : dans le Livre des chants d'Istanbul (vers 1215) ou dans le Livre de la Thériaque de Vienne (ÖNB, A.F.10). Contrairement à ses modèles, le manuscrit mamelouk contient des personnages totalement hiératiques, avec des traits et des plis de vêtements très stylisés. Il contient par ailleurs un fond doré, une autre caractéristique des manuscrits mamelouks. Malgré leur caractère figé, les personnages semblent reproduire des traits mongols, avec la tête ronde et les yeux bridés, qui est aussi l'origine de certains monarques et émirs mamelouks. Les vêtements mélangent les origines perses, turques et égyptiennes.
Les autres miniatures reprennent cette stylisation des formes, qui se retrouvent par ailleurs dans l'art du métal à cette époque en Égypte. Les motifs provenant de Mossoul ou de Bagdad sont systématiquement alourdis et empreints de formalismes, aboutissant à une forme de maniérisme.

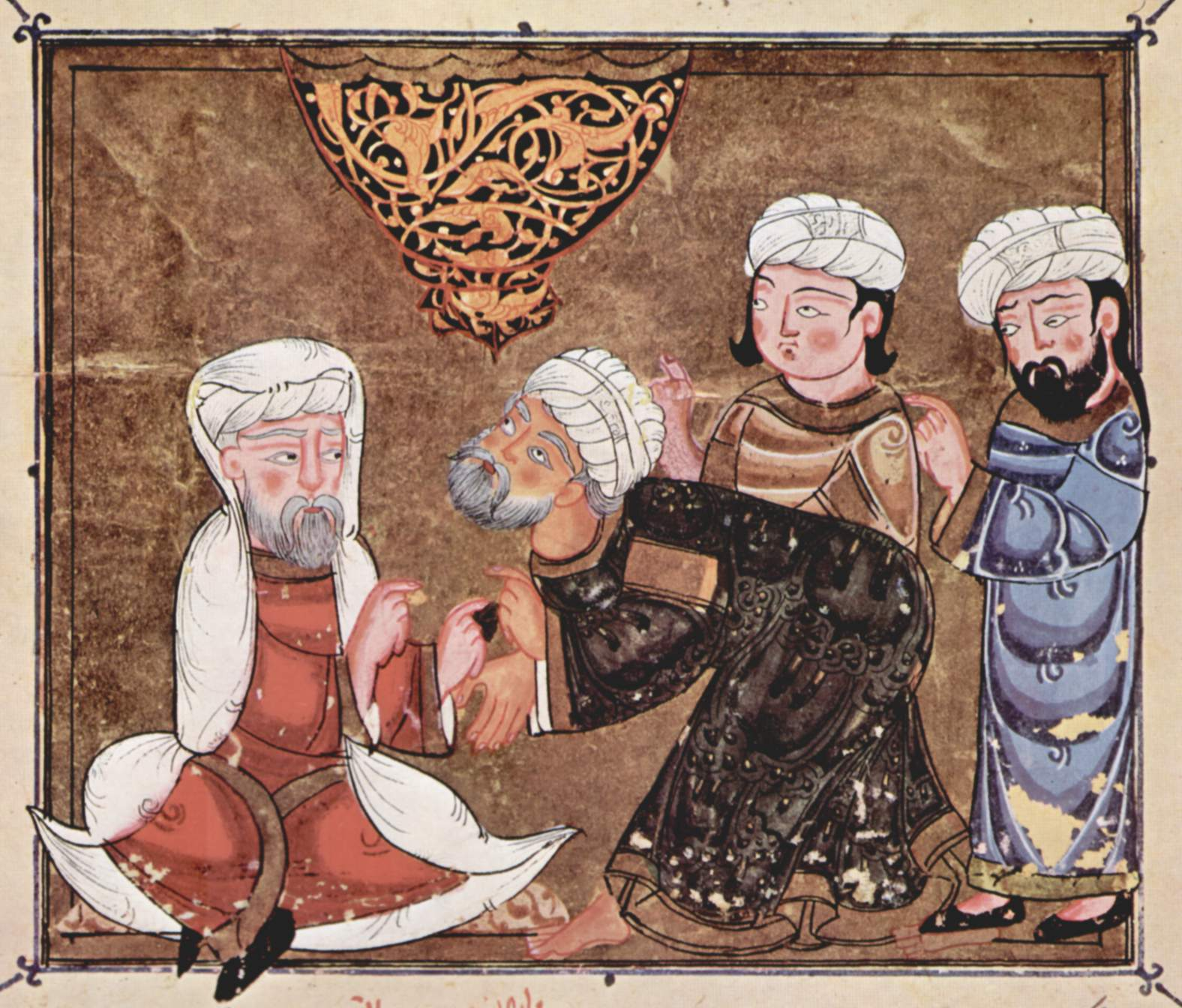
Aboû Zayd plaide devant le cadi de Ma'arra (8e séance).
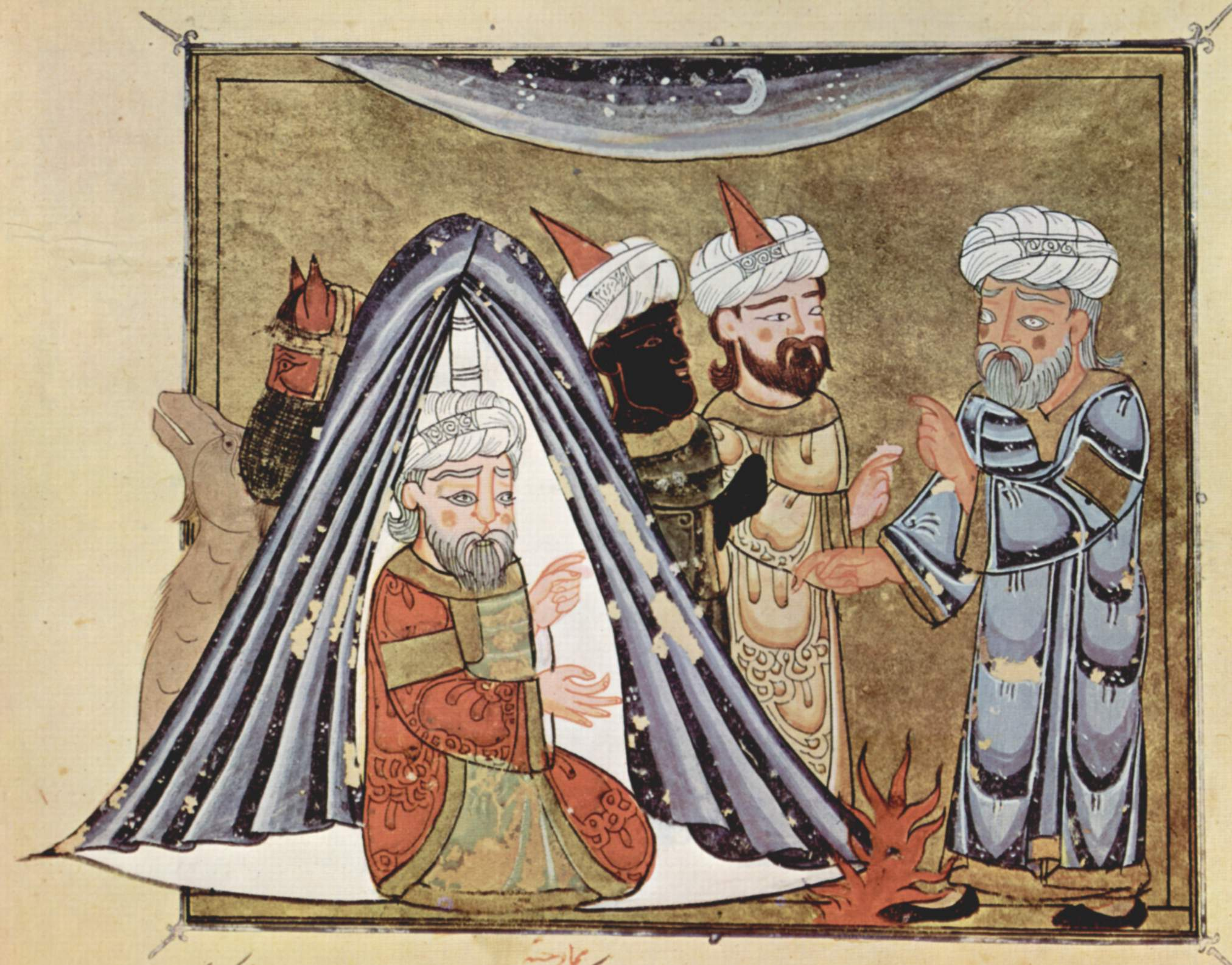
Al-Hârith s'adresse à Aboû Zayd dans l'opulence (26e séance).